# Lijst van gemeentelijke monumenten in Brummen
De gemeente Brummen heeft 73 gemeentelijke monumenten. Hieronder een overzicht. 

## Brummen
De plaats Brummen kent 56 gemeentelijke monumenten:
| Object                              | Bouwjaar          | Architect | Locatie                          | Coördinaten                  | Nr.        | Afbeelding                     |
| ----------------------------------- | ----------------- | --------- | -------------------------------- | ---------------------------- | ---------- | ------------------------------ |
| Villa                               | ca. 1870          |           | Arnhemsestraat 13                | 52° 5' 11" NB, 6° 9' 22" OL  | 0213/WN001 | Meer afbeeldingen              |
| Villa                               | ca. 1885          |           | Arnhemsestraat 17                | 52° 5' 10" NB, 6° 9' 22" OL  | 0213/WN002 | Meer afbeeldingen              |
| Woonhuis                            | ca. 1850          |           | Arnhemsestraat 18                | 52° 5' 11" NB, 6° 9' 21" OL  | 0213/WN003 | Woonhuis                       |
| Winkel/woonhuis                     | ca. 1850          |           | Arnhemsestraat 20                | 52° 5' 11" NB, 6° 9' 20" OL  | 0213/WN004 | Winkel/woonhuis                |
| Woonhuis                            | ca. 1890          |           | Arnhemsestraat 29                | 52° 5' 8" NB, 6° 9' 19" OL   | 0213/WN005 | Woonhuis                       |
| Woonhuis                            | ca. 1890          |           | Arnhemsestraat 31                | 52° 5' 8" NB, 6° 9' 19" OL   | 0213/WN006 | Woonhuis                       |
| Woonhuis                            | 1800              |           | Arnhemsestraat 32                | 52° 5' 8" NB, 6° 9' 18" OL   | 0213/WN007 | Woonhuis                       |
| Woonhuis                            | 1900              |           | Arnhemsestraat 34                | 52° 5' 6" NB, 6° 9' 16" OL   | 0213/WN008 | Woonhuis                       |
| Woonhuis Sylvana                    | 1870              |           | Arnhemsestraat 37                | 52° 5' 5" NB, 6° 9' 17" OL   | 0213/WN009 | Meer afbeeldingen              |
| Notarishuis                         | voor 1833         |           | Arnhemsestraat 44                | 52° 5' 5" NB, 6° 9' 14" OL   | 0213/WN010 | Meer afbeeldingen              |
| Villa Bellevue                      | ca. 1890          |           | Burgemeester de Wijslaan 2       | 52° 5' 17" NB, 6° 9' 10" OL  | 0213/WN011 | Villa Bellevue                 |
| Villa 't Cromhouthuis               | 1894              |           | Burgemeester de Wijslaan 8       | 52° 5' 20" NB, 6° 9' 10" OL  | 0213/WN012 | Villa 't Cromhouthuis          |
| Villa                               | ca. 1900          |           | Burgemeester de Wijslaan 10      | 52° 5' 22" NB, 6° 9' 9" OL   | 0213/WN013 | Villa                          |
| Villa Villa Medan                   | ca. 1900          |           | Burgemeester de Wijslaan 12      | 52° 5' 22" NB, 6° 9' 9" OL   | 0213/WN014 | Villa Villa Medan              |
| Villa                               | 1890              |           | Burgemeester de Wijslaan 14      | 52° 5' 23" NB, 6° 9' 9" OL   | 0213/WN015 | Villa                          |
| Woonhuis                            | 1889              |           | Burgemeester de Wijslaan 16      | 52° 5' 24" NB, 6° 9' 9" OL   | 0213/WN016 | Woonhuis                       |
| Boerderij                           | 1878              |           | Cortenoeverseweg 85              | 52° 5' 39" NB, 6° 10' 13" OL | 0213/WN017 | Boerderij                      |
| Boerderij                           | ca. 1850          |           | Eerbeekseweg 15                  | 52° 5' 19" NB, 6° 7' 22" OL  | 0213/WN018 | Boerderij                      |
| Boerderij                           | ca. 1850          |           | Eerbeekseweg 17                  | 52° 5' 19" NB, 6° 7' 21" OL  | 0213/WN019 | Boerderij                      |
| Landhuis 't Malster                 | 1865              |           | Elzenbosweg 20                   | 52° 6' 11" NB, 6° 9' 32" OL  | 0213/WN020 | Landhuis 't Malster            |
| Koetshuis annex tuinmanswoning      | ca. 1890          |           | Pothof 2a (Engelenburgerlaan 29) | 52° 5' 20" NB, 6° 8' 48" OL  | 0213/WN021 | Meer afbeeldingen              |
| Villa                               | 1890              |           | Engelenburgerlaan 31             | 52° 5' 18" NB, 6° 8' 49" OL  | 0213/WN022 | Villa                          |
| Schuurberg De Capel                 | ca. 1875 - 1925   |           | (BIJ) Knoevenoordstraat 55       | 52° 5' 46" NB, 6° 7' 33" OL  | 0213/WN023 | Schuurberg De Capel            |
| Dorpspomp                           | ca.1826           |           | Marktplein                       | 52° 5' 15" NB, 6° 9' 24" OL  | 0213/WN024 | Meer afbeeldingen              |
| Muziektent                          | ca. 1930          |           | Marktplein                       | 52° 5' 15" NB, 6° 9' 24" OL  | 0213/WN025 | Meer afbeeldingen              |
| Woonhuis                            | ca. 1850          |           | Marktplein 9                     | 52° 5' 16" NB, 6° 9' 24" OL  | 0213/WN026 | Meer afbeeldingen              |
| Woonhuis                            | 1905              |           | Marktplein 12                    | 52° 5' 17" NB, 6° 9' 26" OL  | 0213/WN027 | Woonhuis                       |
| Woonhuis                            | ca. 1885          |           | Marten Putstraat 5               | 52° 5' 14" NB, 6° 9' 29" OL  | 0213/WN028 | Meer afbeeldingen              |
| Woonhuis                            | ca. 1895          |           | Marten Putstraat 14              | 52° 5' 13" NB, 6° 9' 29" OL  | 0213/WN029 | Meer afbeeldingen              |
| Villa + bijgebouw De Buitenhof      | ca. 1855          |           | Tuinstraat 59 + 61               | 52° 5' 11" NB, 6° 9' 4" OL   | 0213/WN030 | Villa + bijgebouw De Buitenhof |
| Woonhuis                            | ca. 1855          |           | Tuinstraat 65                    | 52° 5' 14" NB, 6° 9' 5" OL   | 0213/WN031 | Meer afbeeldingen              |
| Woonhuis                            | ca. 1900          |           | Wilhelminastraat 4               | 52° 5' 8" NB, 6° 9' 21" OL   | 0213/WN032 | Meer afbeeldingen              |
| Woonhuis                            | ca. 1900          |           | Wilhelminastraat 6               | 52° 5' 8" NB, 6° 9' 22" OL   | 0213/WN033 | Woonhuis                       |
| Woonhuis                            | ca. 1890          |           | Wilhelminastraat 16              | 52° 5' 8" NB, 6° 9' 25" OL   | 0213/WN034 | Meer afbeeldingen              |
| Boerderij Kolkink                   | ca. 1895          |           | Windheuvelstraat 3               | 52° 7' 40" NB, 6° 8' 56" OL  | 0213/WN035 | Boerderij Kolkink              |
| Woonhuis                            | 1895              |           | Zegerijstraat 3                  | 52° 5' 19" NB, 6° 9' 27" OL  | 0213/WN036 | Woonhuis                       |
| Woonhuis                            | 2e helft 19e eeuw |           | Zegerijstraat 14                 | 52° 5' 20" NB, 6° 9' 29" OL  | 0213/WN037 | Woonhuis                       |
| Woonhuis                            | 2e helft 19e eeuw |           | Zegerijstraat 16                 | 52° 5' 20" NB, 6° 9' 30" OL  | 0213/WN038 | Woonhuis                       |
| Woonhuis                            | ca. 1900          |           | Zegerijstraat 18                 | 52° 5' 21" NB, 6° 9' 30" OL  | 0213/WN039 | Woonhuis                       |
| Woonhuis                            | 1910              |           | Zutphensestraat 1                | 52° 5' 17" NB, 6° 9' 24" OL  | 0213/WN040 | Meer afbeeldingen              |
| Woonhuis                            | 1905              |           | Zutphensestraat 2                | 52° 5' 17" NB, 6° 9' 25" OL  | 0213/WN041 | Meer afbeeldingen              |
| Woonhuis                            | 1910              |           | Zutphensestraat 3                | 52° 5' 17" NB, 6° 9' 24" OL  | 0213/WN042 | Woonhuis                       |
| Villa, Hotel "Het oude Postkantoor" | 1910              |           | Zutphensestraat 6 - 8            | 52° 5' 18" NB, 6° 9' 25" OL  | 0213/WN043 | Meer afbeeldingen              |
| Woonhuis                            | 1910              |           | Zutphensestraat 10               | 52° 5' 19" NB, 6° 9' 25" OL  | 0213/WN044 | Meer afbeeldingen              |
| Villa                               | ca. 1900          |           | Zutphensestraat 12               | 52° 5' 20" NB, 6° 9' 25" OL  | 0213/WN045 | Meer afbeeldingen              |
| Woonhuis                            | ca. 1900          |           | Zutphensestraat 13               | 52° 5' 19" NB, 6° 9' 23" OL  | 0213/WN046 | Meer afbeeldingen              |
| Woonhuis                            | ca. 1850          |           | Zutphensestraat 14               | 52° 5' 21" NB, 6° 9' 25" OL  | 0213/WN047 | Meer afbeeldingen              |
| Woonhuis                            | ca. 1880          |           | Zutphensestraat 15               | 52° 5' 20" NB, 6° 9' 23" OL  | 0213/WN048 | Meer afbeeldingen              |
| Woonhuis                            | 1925              |           | Zutphensestraat 17               | 52° 5' 20" NB, 6° 9' 23" OL  | 0213/WN049 | Meer afbeeldingen              |
| Villa                               | 1850              |           | Zutphensestraat 41               | 52° 5' 26" NB, 6° 9' 18" OL  | 0213/WN050 | Meer afbeeldingen              |
| Woonhuis                            | 1880              |           | Zutphensestraat 81               | 52° 5' 41" NB, 6° 9' 7" OL   | 0213/WN051 | Meer afbeeldingen              |
| Woonhuis                            | 1870              |           | Zutphensestraat 87               | 52° 5' 44" NB, 6° 9' 7" OL   | 0213/WN052 | Meer afbeeldingen              |
| Landhuis Michaelshoeve              | 1884              |           | Zutphensestraat 175              | 52° 6' 30" NB, 6° 9' 37" OL  | 0213/WN053 | Meer afbeeldingen              |
| Woonhuis + koetshuis Klein Bonga    | 1810/1855         |           | Zutphensestraat 292 + 294        | 52° 6' 12" NB, 6° 9' 28" OL  | 0213/WN054 | Meer afbeeldingen              |
| Woonhuis                            |                   |           | Zutphensestraat 388 + 390        | 52° 7' 16" NB, 6° 10' 18" OL | 0213/WN055 | Woonhuis                       |
| Boerderij / bijgebouw               |                   |           | Knoevenoordstraat 70             | 52° 5' 45" NB, 6° 7' 7" OL   | 0213/WN056 | Boerderij / bijgebouw          |

## Eerbeek
De plaats Eerbeek kent 12 gemeentelijke monumenten:
| Object                                      | Bouwjaar        | Architect | Locatie                | Coördinaten                 | Nr.        | Afbeelding                                  |
| ------------------------------------------- | --------------- | --------- | ---------------------- | --------------------------- | ---------- | ------------------------------------------- |
| Woonhuis                                    | ca. 1835        |           | Boshoffweg 2           | 52° 5' 46" NB, 6° 2' 56" OL | 0213/WN057 | Woonhuis                                    |
| Pastorie N.H. - kerk                        | 1888            |           | Dr. Gunningstraat 15   | 52° 6' 25" NB, 6° 4' 10" OL | 0213/WN058 | Pastorie N.H. - kerk                        |
| Boerderij/boswachtershuis (incl. waterpomp) | 1858/1859       |           | Harderwijkerweg 16     | 52° 5' 53" NB, 6° 3' 1" OL  | 0213/WN059 | Boerderij/boswachtershuis (incl. waterpomp) |
| Woonhuis + koetshuis                        |                 |           | Het Hungeling 1-3      | 52° 6' 25" NB, 6° 4' 29" OL | 0213/WN060 | Woonhuis + koetshuis                        |
| Schuurberg                                  | ca. 1850 - 1900 |           | (BIJ) Het Hungeling 12 | 52° 6' 16" NB, 6° 4' 43" OL | 0213/WN061 | Schuurberg                                  |
| Boerderij De Kempe                          | 18e eeuw        |           | Kanaalweg 6            | 52° 6' 24" NB, 6° 4' 40" OL | 0213/WN062 | Boerderij De Kempe                          |
| Villa 't Hungeling                          | ca. 1910        |           | Lageweg 42             | 52° 6' 13" NB, 6° 4' 46" OL | 0213/WN063 | Villa 't Hungeling                          |
| Woonhuis                                    | 1902            |           | Molenstraat 3          | 52° 6' 17" NB, 6° 4' 15" OL | 0213/WN064 | Woonhuis                                    |
| Boerderij                                   | ca.1840         |           | Smeestraat 22-24       | 52° 6' 46" NB, 6° 4' 24" OL | 0213/WN065 | Boerderij                                   |
| Stationsgebouw                              | 1886            |           | Stationsstraat 2       | 52° 6' 10" NB, 6° 3' 59" OL | 0213/WN066 | Meer afbeeldingen                           |
| T-Halsboerderij                             | 1848            |           | Wedinkerf 9            | 52° 6' 40" NB, 6° 3' 43" OL | 0213/WN067 | T-Halsboerderij                             |
| T-Halsboerderij                             | 1848            |           | Ydinkerf 26            | 52° 6' 41" NB, 6° 3' 42" OL | 0213/WN068 | T-Halsboerderij                             |

## Empe
De plaats Empe kent 2 gemeentelijke monumenten:
| Object            | Bouwjaar | Architect | Locatie    | Coördinaten                 | Nr.        | Afbeelding        |
| ----------------- | -------- | --------- | ---------- | --------------------------- | ---------- | ----------------- |
| Kerkgebouw Bethel | ca. 1902 |           | Plagweg 15 | 52° 8' 29" NB, 6° 6' 52" OL | 0213/WN069 | Kerkgebouw Bethel |
| Villa             | ca. 1900 |           | Rijksweg 5 | 52° 9' 18" NB, 6° 8' 25" OL | 0213/WN070 | Villa             |

## Hall
De plaats Hall kent 2 gemeentelijke monumenten:
| Object                | Bouwjaar | Architect | Locatie    | Coördinaten                 | Nr.        | Afbeelding            |
| --------------------- | -------- | --------- | ---------- | --------------------------- | ---------- | --------------------- |
| Woonhuis Hendershutte | 1895     |           | Slatweg 4  | 52° 6' 49" NB, 6° 6' 1" OL  | 0213/WN071 | Woonhuis Hendershutte |
| Boerderij De Ponge    | ca. 1880 |           | Slatweg 15 | 52° 6' 48" NB, 6° 5' 50" OL | 0213/WN072 | Boerderij De Ponge    |

## Oeken
De plaats Oeken kent 1 gemeentelijk monument:
| Object               | Bouwjaar | Architect | Locatie         | Coördinaten                 | Nr.        | Afbeelding           |
| -------------------- | -------- | --------- | --------------- | --------------------------- | ---------- | -------------------- |
| Openbare basisschool | 1929     |           | Voorsterweg 125 | 52° 6' 53" NB, 6° 8' 30" OL | 0213/WN073 | Openbare basisschool |

Aalten · 
Apeldoorn · 
Arnhem · 
Barneveld · 
Berkelland · 
Beuningen · 
Bronckhorst · 
Brummen · 
Buren · 
Culemborg · 
Doesburg · 
Doetinchem · 
Druten · 
Duiven · 
Ede · 
Elburg · 
Epe · 
Ermelo · 
Groesbeek · 
Harderwijk · 
Hattem · 
Heerde · 
Heumen · 
Lingewaard · 
Lochem · 
Maasdriel · 
Montferland · 
Neder-Betuwe · 
Nijkerk · 
Nijmegen · 
Nunspeet · 
Oldebroek · 
Oost Gelre · 
Oude IJsselstreek · 
Overbetuwe · 
Putten · 
Renkum · 
Rheden · 
Rozendaal · 
Scherpenzeel · 
Tiel · 
Ubbergen · 
Voorst · 
Wageningen · 
West Betuwe · 
West Maas en Waal · 
Westervoort · 
Wijchen · 
Winterswijk · 
Zaltbommel · 
Zevenaar · 
Zutphen